# Axioma de Playfair

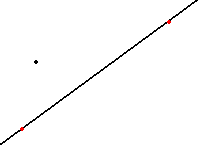
Premisa del axioma de Playfair: una línea y un punto que no pertenece a la línea.

Consecuencia lógica del axioma de Playfair: existe una segunda línea, paralela a la primera, que pasa por el punto.

En geometría, el axioma de Playfair se puede usar en lugar del quinto postulado de Euclides (el postulado de las paralelas) y establece que:
| En un plano, dada una línea y un punto que no está en ella, a lo sumo se puede trazar por el punto una línea paralela a la línea dada. |

Es equivalente al postulado de las paralelas de Euclides en el contexto de la geometría euclidiana, y recibió el nombre del matemático escocés John Playfair. La cláusula "a lo sumo" es todo lo que se necesita, ya que puede deducirse de los axiomas restantes que existe al menos una línea paralela. La declaración se escribe a menudo con la frase, "existe una y solamente una paralela". En los Elementos de Euclides, se dice que dos líneas son paralelas si nunca se encuentran y no se usan otras caracterizaciones de líneas paralelas.
Este axioma se utiliza no solo en la geometría euclidiana, si
no también en el estudio más amplio de la geometría afín, donde el concepto de paralelismo es central. En el ajuste de la geometría afín, la forma más fuerte del axioma de Playfair (donde "como mucho" es reemplazado por "uno y solo uno") es necesaria, ya que los axiomas de la geometría neutra no están presentes para proporcionar una prueba de existencia. La versión del axioma de Playfair se ha vuelto tan popular que a menudo se la conoce como "el axioma de las paralelas de Euclides", aunque no fuera la versión de Euclides del axioma.

## Historia
Proclo (410–485 A.D.) formula claramente la declaración en su comentario sobre Euclides I.31 (Libro I, Proposición 31).
En 1785 William Ludlam expresó el axioma de las paralelas como sigue:
Dos líneas rectas, que se encuentran en un punto, no son paralelas a una tercera línea.
Esta breve expresión del paralelismo euclidiano fue adoptada por Playfair en su libro de texto "Elements of Geometry" (1795) que fue reeditado a menudo,  escribiendo que
Dos líneas rectas que se intersecan entre sí no pueden ser paralelas a la misma recta.
Playfair reconoció a Ludlam y a otros por simplificar la afirmación euclidiana. En desarrollos posteriores, el punto de intersección de las dos líneas se define primero, y la negación de paralelismo se expresa como una paralela única a través del punto dado.
En 1883 Arthur Cayley fue presidente de la Asociación Británica para el Avance de la Ciencia y expresó esta opinión en su discurso a la Asociación:
Mi propia opinión es que el XII Axioma de Euclides en la forma de Playfair no necesita demostración, sino que es parte de nuestra noción de espacio, del espacio físico de nuestra experiencia, que es la representación situada en el fondo de toda experiencia externa.
Cuando David Hilbert escribió su libro, Fundamentos de Geometría (1899), que proporcionaba un nuevo sistema de axiomas para la geometría euclidiana, utilizó la forma de Playfair del axioma en vez de la versión euclidiana original para discutir líneas paralelas.

## Relación con el quinto postulado de Euclides

Si la suma de los ángulos interiores α y β es menor que 180°, las dos rectas, prolongadas indefinidamente, se encuentran en ese lado.

El postulado de las paralelas de Euclides afirma que:
Si un segmento interseca dos líneas rectas formando dos ángulos interiores en el mismo lado que sumen menos de dos ángulos rectos, entonces las dos líneas, si se extienden indefinidamente, se cruzan en el lado en el que los ángulos interiores suman menos de dos ángulos rectos.
La complejidad de esta afirmación en comparación con la formulación de Playfair es ciertamente una contribución principal a la popularidad de citar el axioma de Playfair en las discusiones del postulado de las paralelas.
En el contexto de la geometría absoluta, las dos afirmaciones son equivalentes, lo que significa que cada una puede ser probada asumiendo la otra en presencia de los restantes axiomas de la geometría. Esto no quiere decir que las declaraciones sean lógicamente equivalentes (es decir, que se pueda probar una desde la otra usando solo manipulaciones formales de la lógica), ya que, por ejemplo, cuando se interpreta en el modeli esférico de la geometría elíptica, una declaración es verdadera y la otra no lo es. Las sentencias lógicamente equivalentes tienen el mismo valor de verdad en todos los modelos en los que tienen interpretaciones.
Las demostraciones siguientes suponen que todos los axiomas de la geometría absoluta (neutra) son válidos.

### El quinto postulado de Euclides implica el axioma de Playfair
La manera más fácil de demostrar esto es usando el teorema euclidiano (equivalente al quinto postulado) que establece que los ángulos de un triángulo suman dos ángulos rectos. Dada una recta {\displaystyle \ell } y un punto P no perteneciente a esa línea, construir una línea t, perpendicular a la dada a través del punto P, y luego una perpendicular a esta perpendicular por el punto "P". Esta línea es paralela porque no puede cumplir {\displaystyle \ell } y formar un triángulo, de acuerdo con lo que se afirma en el Libro 1 Proposición 27 de los Elementos de Euclides. Ahora se puede ver que no existen otras paralelas. Si n es una segunda línea a través de P, entonces n forma un ángulo agudo con t (puesto que no es la perpendicular) y la hipótesis del quinto postulado se mantiene, por lo que n se corta con {\displaystyle \ell }.

### El axioma de Playfair implica el quinto postulado de Euclides
Dado que el postulado de Playfair implica que solo la perpendicular a la perpendicular es una paralela, las líneas de la construcción de Euclides tendrán que cortarse en un punto. También es necesario probar que lo harán en el lado donde los ángulos suman menos de dos ángulos rectos, pero esto es más difícil.

## Transitividad del paralelismo
La Proposición 30 de Euclides dice que: "Dos líneas, cada una de ellas paralela a una tercera línea, son paralelas entre sí". Augustus De Morgan hizo notar que esta proposición es lógicamente equivalente al axioma de Playfair. Esta consideración fue retomada por T. L. Heath en 1908. El argumento de De Morgan es como sigue:
Sea X el conjunto de pares de líneas distintas que se encuentran y Y el conjunto de pares distintos de líneas cada una de las cuales es paralela a una sola línea común. Si z representa un par de líneas distintas, entonces la afirmación,
Para todo z, si z está en X, entonces z no está en Y,
Es el axioma de Playfair (en términos de De Morgan, No X es  Y ) y su equivalente lógicamente equivalente contrapuesta,
Para todo z, si z está en Y, entonces z no está en X,
coincide con Euclid I.30, la transitividad del paralelismo (No Y es X).
Más recientemente, la implicación se ha expresado de manera diferente en términos de relación binaria, expresando la relación de paralelismo: en geometría afín la relación se toma como una relación de equivalencia, lo que significa que una línea se considera paralela a sí misma. Andy Liu escribió: "Sea P un punto que no está en la línea 2. Supongamos que tanto la línea 1 como la línea 3 pasan por P y son paralelas a la línea 2. Por la propiedad transitiva, son paralelas entre sí, y por lo tanto no pueden tener exactamente a "P" en común, por lo que son la misma línea, que es el axioma de Playfair.